# 팻 시펄로니
패스콸리 앤서니 "팻" 시펄로니(영어: Pasquale Anthony "Pat" Cipollone, 1966년 5월 6일 ~ )는 미국의 변호사로, 2018년부터 백악관 법률고문으로 재직중이다. 트럼프-우크라이나 스캔들 당시 그는 야당의 탄핵 요구를 강하게 반대하며 도널드 트럼프 대통령을 방어하였다. 시카고 대학교 로스쿨을 졸업하였으며, 독실한 가톨릭 신자로 브렛 캐버노 연방대법관, 윌리엄 바 법무장관, 로라 잉그러햄 폭스 뉴스 앵커 등과 함께 '가톨릭 마피아'로 불린다.

## 같이 보기
- 트럼프-우크라이나 스캔들